# Fufius (zoologia)
Fufius Simon, 1888 è un genere di ragni appartenente alla famiglia Cyrtaucheniidae.

## Distribuzione
Le dieci specie oggi note di questo genere sono state rinvenute nell'America centrale e meridionale: una specie, la F. antillensis, è endemica dell'isola di Trinidad.

## Tassonomia
Questo genere è stato trasferito dalla famiglia Dipluridae Simon, 1889, e considerato un sinonimo anteriore di Hermorhachias Mello-Leitão, 1941, a seguito di un lavoro di Raven (1985a).
Considerato un sinonimo anteriore di Metriura Drolshagen & Bäckstam, 2009, secondo un lavoro effettuato sulla specie tipo Metriura striatipes Drolshagen & Bäckstam, 2009, effettuato dagli aracnologi Bertani, Fukushima & Nagahama, 2012.
Attualmente, a dicembre 2012, si compone di 10 specie:
- Fufius albovittatus (Simon, 1891) — Brasile
- Fufius annulipes (Mello-Leitão, 1941) — Colombia
- Fufius antillensis (F. O. P.-Cambridge, 1898) — Trinidad
- Fufius atramentarius Simon, 1888[2] — America centrale
- Fufius auricomus (Simon, 1891) — Brasile
- Fufius ecuadorensis (Simon, 1892) — Ecuador
- Fufius funebris Vellard, 1924 — Brasile
- Fufius lanicius (Simon, 1892) — Bolivia
- Fufius lucasi Guadanucci & Indicatti, 2004 — Brasile
- Fufius striatipes (Drolshagen & Bäckstam, 2009) — Brasile

### Specie trasferite
- Fufius garleppi (Simon, 1892); trasferita al genere Diplura C.L. Koch, 1850, appartenente alla famiglia Dipluridae Simon, 1889.